# Melamphaidae

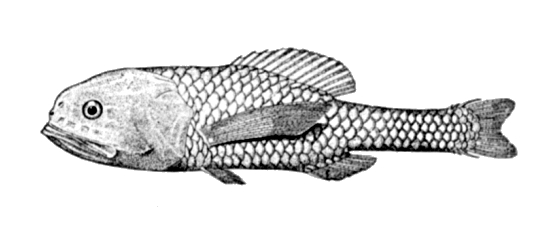
Scopelogadus beanii

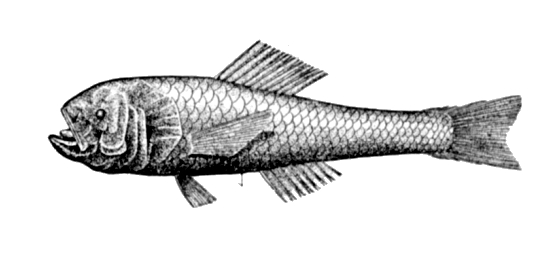
Scopelogadus mizolepis mizolepis

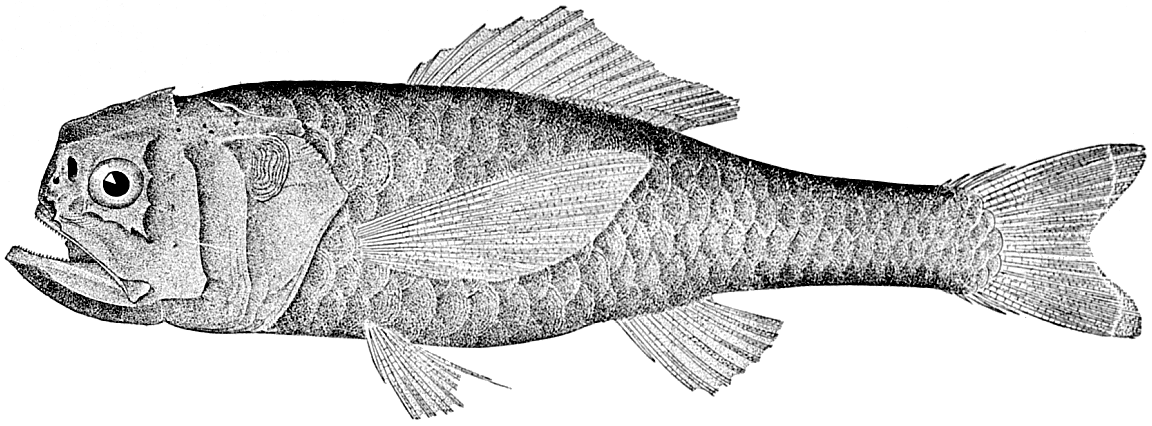
Melamphaes suborbitalis

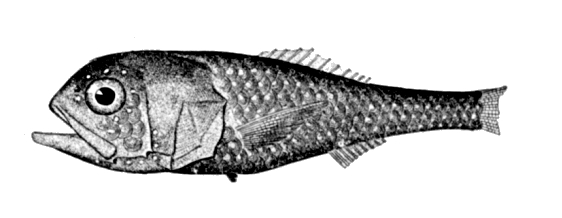
Poromitra capito

Los melánfidos o familia Melamphaidae son peces marinos incluidos en el orden Stephanoberyciformes, que se distribuyen por casi todos los océanos emnos en el Ártico y en el Mediterráneo. Su nombre procede del griego: melanos (negro) + amphi (por ambos lados). Aparecen por primera vez en el registro fósil en el Mioceno.
Su hábitat es batipelágico.

## Morfología
La aleta dorsal tiene de 1 a 3 fuertes espinas; las aletas pélvicas tienen inserción torácica o subtorácica y poseen también una espina; la aleta caudal con 3 o 4 espinas procurrentes.
Las escamas cicloideas a menudo son grandes y caducas; la línea lateral está ausente o bien limitada a una o dos escamas con poros.

## Géneros y especies
Existen 63 especies agrupadas en 5 géneros:
- Género Melamphaes (Günther, 1864)
  - Melamphaes acanthomus (Ebeling, 1962) - Melánfido
  - Melamphaes danae (Ebeling, 1962)
  - Melamphaes ebelingi (Keene, 1973)
  - Melamphaes eulepis (Ebeling, 1962)
  - Melamphaes falsidicus Kotlyar, 2011
  - Melamphaes hubbsi (Ebeling, 1962)
  - Melamphaes indicus (Ebeling, 1962)
  - Melamphaes janae (Ebeling, 1962)
  - Melamphaes laeviceps (Ebeling, 1962)
  - Melamphaes leprus (Ebeling, 1962)
  - Melamphaes longivelis (Parr, 1933)
  - Melamphaes lugubris (Gilbert, 1891)
  - Melamphaes macrocephalus  (Parr, 1931)
  - Melamphaes manifestus  Kotlyar, 2011
  - Melamphaes microps (Günther, 1878)
  - Melamphaes nikolayi Kotlyar, 2012
  - Melamphaes occlusus Kotlyar, 2012
  - Melamphaes pachystomus Kotlyar, 2011
  - Melamphaes parini (Kotlyar, 1999)
  - Melamphaes parvus (Ebeling, 1962)
  - Melamphaes polylepis (Ebeling, 1962) - Melánfido
  - Melamphaes pumilus (Ebeling, 1962)
  - Melamphaes simus (Ebeling, 1962)
  - Melamphaes spinifer (Ebeling, 1962)
  - Melamphaes suborbitalis (Gill, 1883)
  - Melamphaes typhlops (Lowe, 1843)
  - Melamphaes xestoachidus Kotlyar, 2011

- Género Poromitra (Goode y Bean, 1883)
  - Poromitra agafonovae 
  - Poromitra atlantica 
  - Poromitra capito (Goode y Bean, 1883)
  - Poromitra coronata 
  - Poromitra crassa (Parin y Ebeling, 1980)
  - Poromitra crassiceps (Günther, 1878)
  - Poromitra cristiceps 
  - Poromitra curilensis 
  - Poromitra decipiens 
  - Poromitra frontosa 
  - Poromitra gibbsi (Parin y Borodulina, 1989)
  - Poromitra glochidiata 
  - Poromitra indooceanica 
  - Poromitra jucunda 
  - Poromitra kukuevi 
  - Poromitra macrophthalma 
  - Poromitra megalops (Lütken, 1878)
  - Poromitra nigriceps 
  - Poromitra nigrofulva 
  - Poromitra oscitans (Ebeling, 1975)
  - Poromitra rugosa 
  - Poromitra unicornis (Gilbert, 1905)

- Género Scopeloberyx (Zugmayer, 1911)
  - Scopeloberyx bannikovi 
  - Scopeloberyx malayanus 
  - Scopeloberyx maxillaris 
  - Scopeloberyx microlepis (Norman, 1937)
  - Scopeloberyx opisthopterus (Parr, 1933)
  - Scopeloberyx pequenoi 
  - Scopeloberyx robustus (Günther, 1887)
  - Scopeloberyx rossicus 
  - Scopeloberyx rubriventer (Koefoed, 1953)

- Género Scopelogadus (Vaillant, 1888)
  - Scopelogadus beanii (Günther, 1887)
  - Scopelogadus mizolepis bispinosus (Gilbert, 1915)
  - Scopelogadus mizolepis mizolepis (Günther, 1878)
  - Scopelogadus unispinis (Ebeling y Weed, 1963)

- Género Sio (Moss, 1962)
  - Sio nordenskjoldii (Lönnberg, 1905)